# (73138) 2002 GO76
(73138) 2002 GO76 – planetoida z pasa głównego asteroid okrążająca Słońce w ciągu 4,1 lat w średniej odległości 2,56 j.a. Odkryta 9 kwietnia 2002 roku.